# Pradakszina

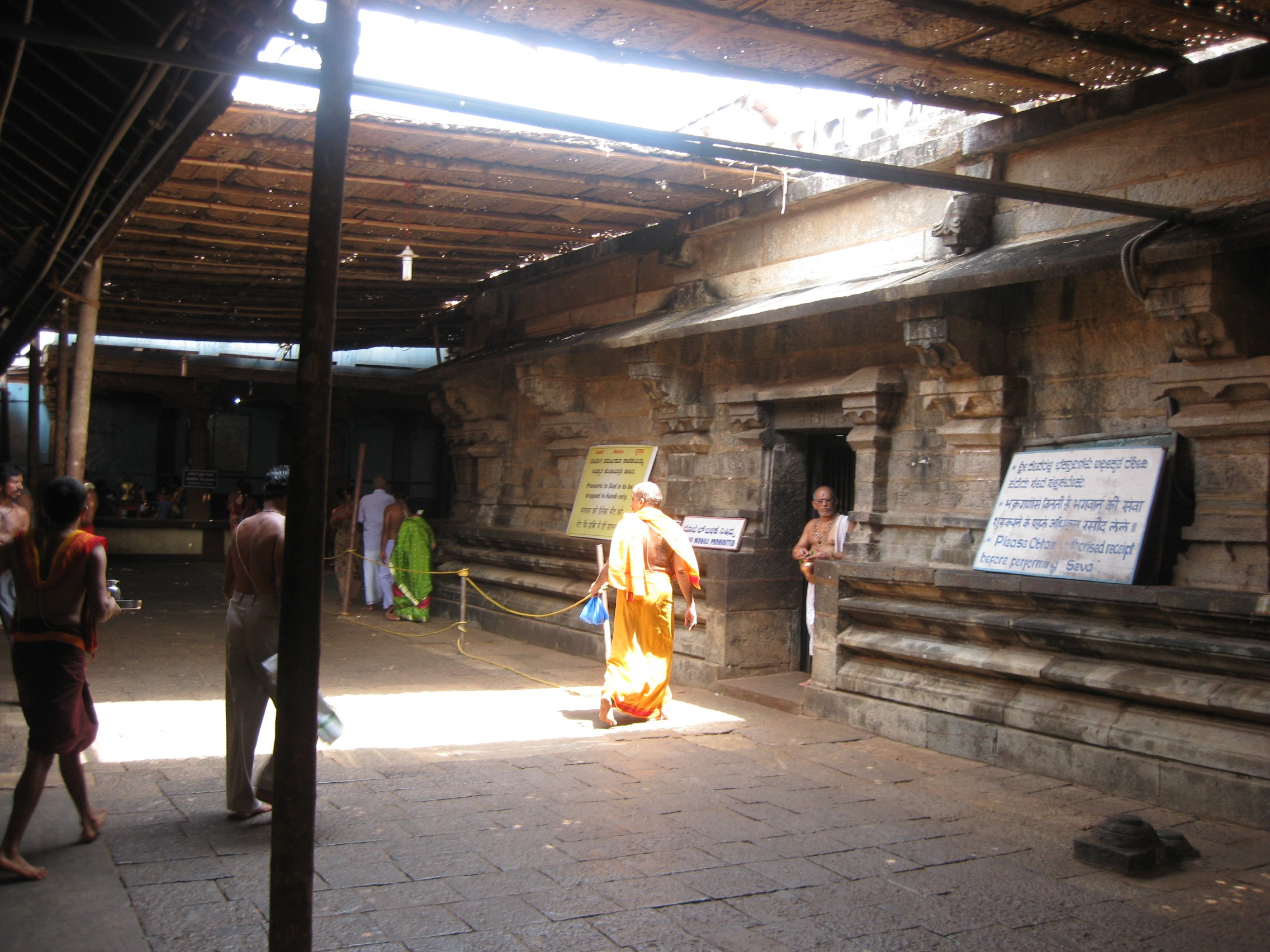
Pradakszinapath („ścieżka okrążeń”) w świątyni hinduistycznej

Pradakszina, parikrama – w hinduizmie i buddyzmie rytuał religijny polegający na okrążaniu świętego miejsca zgodnie z ruchem wskazówek zegara, w taki sposób, aby zawsze mieć je po prawej stronie, stąd nazwa, z sanskrytu: dakszina „prawa strona”. Słowo parikrama natomiast dosłownie znaczy „okrążanie”.
Obiekty kultu, które mogą stanowić centrum dla parikramy to:
- święty ogień
- lingam
- garbhagryha
- mandir – jako świątynia sandhara posiadająca arkadę pradakszinapatha[2]
- jezioro
- góra – np. Arunachala
- drzewo[3] – np. aswattanarajanapradakszina[4],
- roślina – np. tulsi
- stupa – w buddyzmie